# Epicentru
Epicentrul (din greacă epikentros – „central”) unui cutremur de pământ (seism) este un punct pe suprafața Pământului, situat pe verticală direct deasupra hipocentrului, care e locul din adâncuri unde se produce zguduirea principală a cutremurului. În epicentru intensitatea cutremurului, așa cum se simte el la suprafața pământului, este în general maximă.
Uneori seismul are loc dedesubtul unei mări sau ocean; atunci epicentrul se află în locul corespunzător la suprafața apei. În aceste cazuri efectele seismului sunt diferite, putând de exemplu lua naștere un tsunami cu ravagii maxime nu în epicentru, ci la malul mării sau oceanului.